# Uporovsky (huyện)
Huyện Uporovsky (tiếng Nga: ? райо́н) là một huyện hành chính tự quản (raion), của Tỉnh Tyumen, Nga. Huyện có diện tích 3043 km², dân số thời điểm ngày 1 tháng 1 năm 2000 là 22100 người. Trung tâm của huyện đóng ở Uporovo.